# Diocese de Nelson
A Diocese de Nelson (Dioecesis Nelsonensis) é uma diocese localizada na cidade de Nelson, na província de Colúmbia Britânica, pertencente a Arquidiocese de Vancouver no Canadá. Foi fundada em 1936 pelo Papa Pio XI. Com uma população católica de 102.500 habitantes, sendo 23,9% da população total, possui 46 paróquias com dados de 2018.

## História
Em 22 de fevereiro de 1936 o Papa Pio XI cria a Diocese de Nelson a partir do território da Arquidiocese de Vancouver. 

## Lista de bispos
A seguir uma lista de bispos desde a criação da diocese em 1936.
|                  | Nome                              | Período          | Notas                                    |
| Bispos de Nelson | Bispos de Nelson                  | Bispos de Nelson | Bispos de Nelson                         |
| ---------------- | --------------------------------- | ---------------- | ---------------------------------------- |
| 7º               | Gregory John Matthew Bittman      | 2018 -           |                                          |
| 6º               | John Dennis Corriveau, O.F.M.Cap. | 2007 - 2018      | Bispo emérito                            |
| 5º               | Eugene Jerome Cooney              | 1996 - 2007      | Bispo emérito                            |
| 4º               | Peter Joseph Mallon               | 1989 - 1995      | Nomeado arcebispo de Regina              |
| 3º               | Wilfrid Emmett Doyle              | 1958 - 1989      |                                          |
| 2º               | Thomas Joseph McCarthy            | 1955 - 1958      | Nomeado bispo de Saint Catharines        |
| 1º               | Martin Michael Johnson            | 1936 - 1954      | Nomeado arcebispo coadjutor de Vancouver |